# Пальцем
Пальцем (нім. Palzem) — громада в Німеччині, розташована в землі Рейнланд-Пфальц. Входить до складу району Трір-Саарбург. Складова частина об'єднання громад Саарбург.
Площа — 21,30 км2. Населення становить 1539 ос. (станом на 31 грудня 2020).